# Амізон
Амізон (МНН:енісаміуму йодид) — похідне ізонікотинової кислоти хімічна назва — 4-(N-бензил) амінокарбоніл-1-метилпіридиній йодид, синонім N-метил-4-бензилкарбамідопіридинію йодид, скорочена хімічна назва — карбабензпірид, назва під час лабораторних досліджень — FAV00A). Представлений на ринку під торговими назвами Амізон®, Амізон® Макс, Амізончик®, та зареєстрований як противірусний лікарський засіб в Україні, Казахстані, Монголії, Білорусі та в інших країнах Східної Європи.
Всесвітня організація охорони здоров'я у 2019 році присвоїла енісаміуму йодиду ATC-код — J05AX17 (Противірусні засоби для системного використання прямої дії) і включила до індексу ATC/DDD.

## Історія
Сполуку енісаміум йодид вперше було синтезовано науковцями ДУ «Інститут фармакології та токсикології Національної академії медичних наук (НАМН) України». В 1997 році енісаміуму йодид був зареєстрований як ненаркотичний анальгетик та жарознижуючий препарат. Але, він більше не використовується для цих показань. Амізон® реалізується на ринку як противірусний лікарський засіб для лікування та профілактики грипу та ГРВІ.
У 2005 році член-кореспондентом Національної академії наук і НАМН України, Російської академії медичних наук, доктором медичних наук, професором А. Ф. Фроловим в експериментах in vitro вперше продемонстровано противірусну дію енісаміуму йодиду.
Результати останніх досліджень продемонстрували, що противірусний ефект енісаміуму здійснюється за рахунок пригнічення вірусної РНК-полімерази вірусу грипу.
З 2008 року проведено неклінічні та клінічні дослідження енісаміуму йодиду відповідно до стандартів належних (клінічної, лабораторної, виробничої тощо) практик (GxP). Неклінічна програма, яка включала комплекс фармакологічних, фармакокінетичних і токсикологічних досліджень, виконана у кількох науково-дослідних інститутах та лабораторіях Німеччини, Великої Британії, Чехії, Нідерландів, Швейцарії та США.

## Фармакологічні властивості

### Механізм дії
Противірусна дія енісаміум йодиду пов'язана з пригніченням РНК-полімерази вірусу грипу. Енісаміум йодид ефективно пригнічував реплікацію вірусу SARS-CoV-2 in vitro в клітинах Caco-2.

### Фармакодинаміка
Енісаміум чинить противірусну дію проти різних штамів вірусу грипу типу A (H1N1, H3N2, H5N1, H7N9), вірусу грипу B, респіраторно-синцитіального вірусу, а також штамів альфа-коронавірусу NL-63 та бета-коронавірусу SARS-CoV-2  тощо. У дослідженнях in vitro із використанням інфікованих вірусом грипу нормальних бронхоепітеліальних клітин людини, проведених в Іллінойському науково-дослідному інституті (Illinois Institute of Technology Research Institute — IITRI), Чикаго, США, показано зниження вірусних титрів внаслідок інкубації з енісаміумом йодидом (FAV00A) протягом 24 год на 3 log (в 1000 раз). Крім того, методом полімеразної ланцюгової реакції зі зворотною транскрипцією виявлено пригнічення експресії М-гена вірусу грипу майже на 2 порядки.

## Показання до застосування
Таблетки Амізон® рекомендовано для лікування і профілактики грипу та гострих респіраторних вірусних інфекцій. Амізон® Макс та сироп Амізончик® згідно з інструкціями до лікарських засобів призначені для лікування грипу та ГРВІ. Амізон® Макс застосовується також для лікування COVID-19 середнього ступеня тяжкості в комбінації з базовою терапією.

## Протипоказання
Підвищена чутливість до препаратів, які містять йодид, молекулярний йод або ковалентно зв'язаний йод, а також до інших компонентів препарату.[джерело?]

## Побічні реакції
Найбільш поширеними побічними реакціями (ПР) були розлади смаку, фолікуліт, назофарингіт, головний біль і лімфаденопатія (в плацебо-контрольованих дослідженнях фази I). Більшість цих ПР повідомлялися одноразово і зникали спонтанно. У більшості пацієнтів ці ПР не призвели до припинення прийому енісаміуму йодиду.
У плацебо-контрольованих дослідженнях фази III були зареєстровані слабо виражені шлунково кишкові розлади (гіркий смак у роті), печія та печіння в горлі.

## Клінічна ефективність та безпека
У 2010 році завершено III фазу клінічних досліджень на базі ФБДУ «Науково-дослідний інститут грипу» МОЗ РФ (Санкт-Петербург, РФ) за участю 100 пацієнтів (60 пацієнтів із грипом та ГРВІ отримували енісаміуму йодид, 40 — плацебо).
Продемонстровано, що у групі енісаміуму йодиду середній період тривалості лихоманки становив 2,7 дня, в групі плацебо —3,8 дня. Таким чином, в результаті прийому енісаміуму йодиду тривалість гарячки скорочувалася в середньому на 1,1 день. При оцінці самопочуття значне поліпшення стану на 3-й день лікування відзначали 43,3 % хворих в основній групі та 15 % —у контрольній (p<0,001). На 7-й день лікування практично всі пацієнти (59 осіб із 60), які застосовували енісаміуму йодид, повернулися до звичного способу життя, у той час як 37,5 %, які приймали плацебо, продовжували відчувати нездужання і ще не повернулися до звичного режиму праці та відпочинку.
Результати клінічного дослідження третьої фази показали, що енісаміум йодид добре переноситься та є клінічно ефективним, що було продемонстровано у вигляді:
- скорочення тривалості періоду підвищеної температури на 1,1 дня;
- скорочення тривалості катаральних та конституціональних симптомів;
- зменшення застосування відхаркувальних і судинозвужувальних засобів;
- зменшення кількості днів непрацездатності;
- зменшення періоду виділення вірусів та суттєве зменшення кількості пацієнтів, у яких виявлялись вірусні антигени, у порівнянні з групою хворих, які отримували плацебо.
- Більша ефективність енісаміуму спостерігалась, коли лікування розпочиналось раніше.[6][10]

## Клінічне дослідження при Covid-19
З травня 2020 року по березень 2021 року на базах 14 лікувально-профілактичних закладах охорони здоров'я України проходило батоцентрове клінічне плацебо-контрольоване, подвійне сліпе, рандомізоване випробування енісаміуму йодиду (Амізон® Макс) у пацієнтів, хворих на Covid-19 середньої тяжкості, що отримували стаціонарне лікування.
Результати клінічного випробування дозволили внести в інструкцію для медичного застосування лікарського засобу Амізон® Макс нові показання до застосування, зокрема — лікування COVID-19 середнього ступеня тяжкості в комбінації з базовою терапією.

## Форми випуску
«Фармак» випускає чотири лікарські препарати, діючою речовиною яких є енісаміуму йодид:
- Амізон®, таблетки, вкриті оболонкою по 0,125 г,
- Амізон®, таблетки, вкриті оболонкою по 0,125 г,
- Амізон® Макс, капсули та
- Амізончик®, сироп, 10 мг/мл, по 100 мл у флаконі.

## Цікаві факти
У 2012 році Антимонопольний комітет України оштрафував компанію «Фармак» за розповсюдження неправдивої реклами про препарат Амізон на 7,6 млн. гривень. За даними комітету, у телевізійний рекламі препарату підприємство поширило неправдиві відомості. Зокрема, йшлося про твердження, що 9 з 10 українців обирають саме «Амізон». Це могло справити враження, що 90 % — це відсоток від усієї кількості українців.Натомість, як показало маркетингове дослідження, 90 % — це лише та кількість людей, що хворіли на грип, застуду та кашель, і при цьому використовували «Амізон». У цей час відсоток усіх споживачів, які приймали препарат «Амізон», за інформацією того ж дослідження, становив лише 6,2 %. Окрім того, за час рекламної кампанії значно, на 346,82 %, збільшився продаж препарату, на що могла вплинути недобросовісна реклама препарату.